# Brice Martin
Pas d'image ? Cliquez ici

a Compétitions nationales et continentales officielles uniquement.

Dernière mise à jour le 18 avril 2023.
Brice Martin est un joueur de rugby à XV français, né le 30 novembre 1984 à Évreux (Eure), qui évolue au poste d'ailier au sein de l'effectif du Oyonnax rugby (1,88 m pour 93 kg).

## Carrière
- Jusqu'en 2005 : Évreux
- 2005-2009 : US Oyonnax
- 2009-2010 : US Tours
- 2010-2013 : US La Seyne